# Czuryły (gmina)
Czuryły – dawna gmina wiejska istniejąca do 1954 roku w woj. lubelskim/warszawskim. Siedzibą władz gminy były początkowo Czuryły a następnie Tarcze.
W okresie międzywojennym gmina należała do powiatu siedleckiego w woj. lubelskim. 1 kwietnia 1928 do gminy Czuryły włączono część obszaru znoszonych gmin Jasionka i Pióry.
Po wojnie gmina zachowała przynależność administracyjną. 1 stycznia 1949 roku gmina wraz z całym powiatem siedleckim została przeniesiona do woj. warszawskiego. Według stanu z dnia 1 lipca 1952 roku gmina składała się z 19 gromad. Gmina została zniesiona 29 września 1954 roku wraz z reformą wprowadzającą gromady w miejsce gmin. Jednostki nie przywrócono 1 stycznia 1973 roku po reaktywowaniu gmin.